# Point Pedro
Pour les articles homonymes, voir Pedro.
Point Pedro (tamoul : பருத்தித்துறை, singhalais : පේදුරු තුඩුව) est une ville du Sri Lanka située au point le plus septentrional de l'île, sur la péninsule de Jaffna.

## Toponymie
« Point Pedro » serait dérivé du portugais Punta das Pedras (« pointe des pierres »), une référence à la côte rocheuse de la péninsule.

## Administration
La localité fait partie du district de Jaffna dans la province du Nord.

## Démographie
Sa population est estimée à 31 351 habitants en 2012.

## Histoire
Le 28 décembre 2008, la bataille de Point Pedro a vu la victoire des forces armées srilankaises sur la marine du LTTE.

## Lieux et monuments

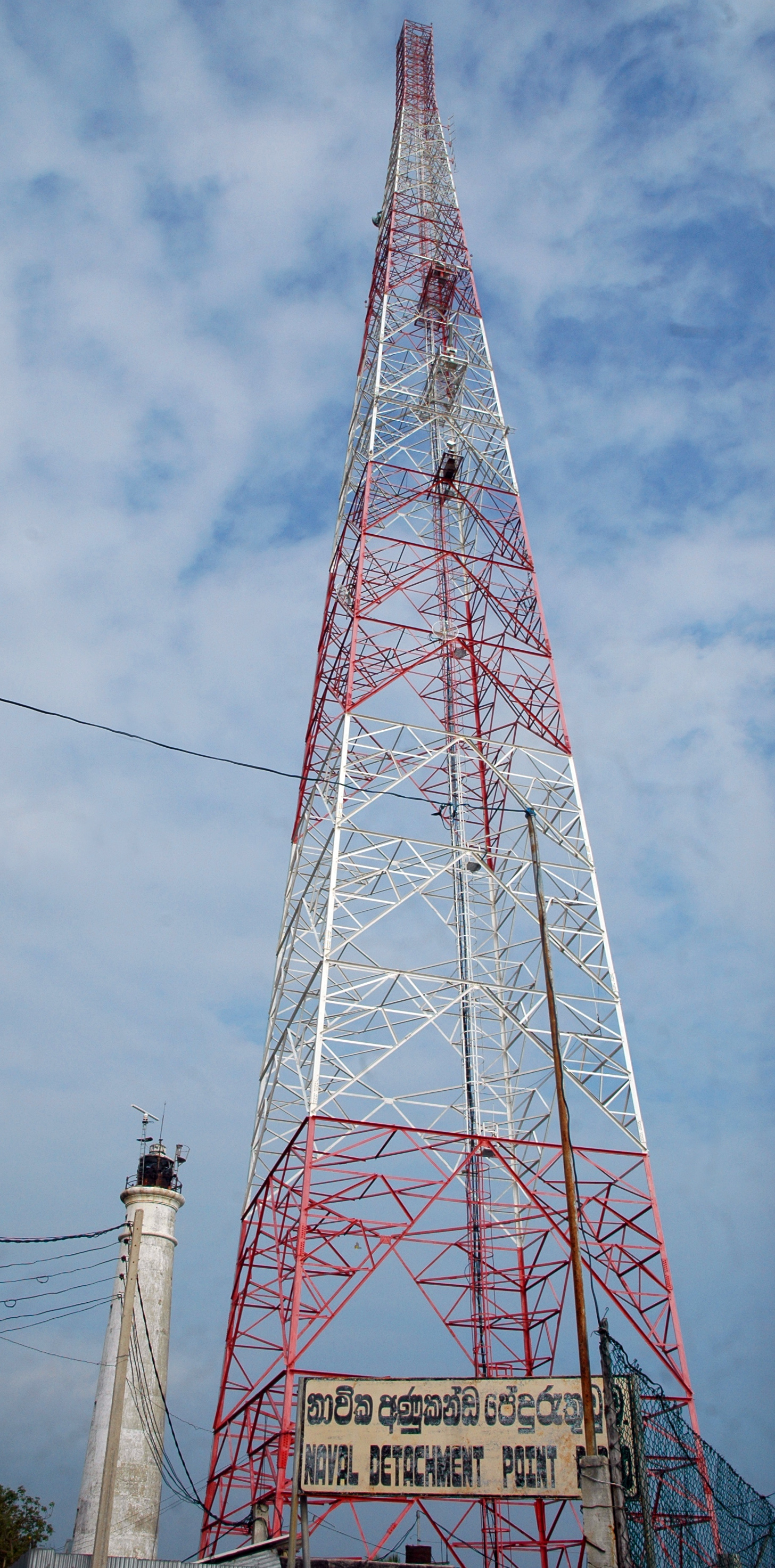
Le phare et la tour de télécommunications

Point Pedro a conservé quelques vestiges de l'époque coloniale.
Érigé en 1916, le phare de Point Pedro fait partie des sites les plus visités.